# فرودگاه وینفیلد واتر (وود لیک)
فرودگاه وینفیلد واتر (وود لیک) (به انگلیسی: Winfield (Wood Lake) Water Aerodrome) یک فرودگاه همگانی است که یک باند فرود آب دارد. این فرودگاه در کشور کانادا قرار دارد و در ارتفاع ۳۹۱ متری از سطح دریا واقع شده است.